# Tarenna drummondii
Tarenna drummondii är en måreväxtart som beskrevs av Diane Mary Bridson. Tarenna drummondii ingår i släktet Tarenna och familjen måreväxter. IUCN kategoriserar arten globalt som sårbar. Inga underarter finns listade i Catalogue of Life.